# Victor Bivol
Victor Bivol (ur. 15 lipca 1977) – mołdawski judoka. Dwukrotny olimpijczyk. Zajął piąte miejsce w Atenach 2004 i odpadł w eliminacjach w Sydney 2000. Walczył w wadze półlekkiej i lekkiej
Brązowy medalista mistrzostw świata w 1997 i piąty w 2003; uczestnik zawodów w 1999, 2005 i 2007. Startował w Pucharze Świata w latach 1996, 1998–2000, 2003, 2004, 2007 i 2008. Brązowy medalista mistrzostw Europy w 1999; piąty w 2000 i 2007. Trzeci na Uniwersjadzie w 1999 roku. 

## Letnie Igrzyska Olimpijskie 2000
| Konkurencja | Eliminacje             | Eliminacje             | Klas. końcowa |
| Konkurencja | Przeciwnik I           | Przeciwnik II          | Miejsce       |
| ----------- | ---------------------- | ---------------------- | ------------- |
| 66 kg       | Mansur Jumayev (UZB) Z | Zhang Guangjun (CHN) P | 2 runda       |

## Letnie Igrzyska Olimpijskie 2004
| Konkurencja | Eliminacje           | Eliminacje                   | Eliminacje        | Finały              | Finały                    | Klas. końcowa |
| Konkurencja | Przeciwnik I         | Przeciwnik II                | 1/4               | 1/2                 | o 3 miejsce               | Miejsce       |
| ----------- | -------------------- | ---------------------------- | ----------------- | ------------------- | ------------------------- | ------------- |
| 73 kg       | Richard León (VEN) Z | Hamed Malekmohammadi (IRI) Z | João Neto (POR) Z | Lee Won-hee (KOR) P | Leandro Guilheiro (BRA) P | 5.            |